# Кушнаренко, Наталья Николаевна
Ната́лья Никола́евна Кушнаре́нко (укр. Наталя Миколаївна Кушнаренко; 21 октября 1950, Ингулец, Днепропетровская область — 9 января 2025, Харьков) — советский и украинский учёный, специалист в области документоведения, библиотечного краеведения и библиотечно-информационной деятельности. Доктор педагогических наук Российской Федерации (1994), доктор педагогических наук Украины (1998), профессор, заслуженный работник культуры Украины (1999). Действительный член общественной организации «Международная академия информатизации» (1996).

## Биография
Родилась 21 октября 1950 года в городе Ингулец в шахтёрской семье.
В 1968 году окончила Ингулецкую среднюю школу.
В 1968—1972 годах училась на библиотечном факультете Харьковского государственного института культуры (ныне — Харьковская государственная академия культуры). Защитила кандидатскую диссертацию на тему «Координация комплектования фондов в условиях централизации сети государственных массовых библиотек». В 1972—1975 годах занимала должность преподавателя кафедры библиотечных фондов и каталогов ХГИК.
В 1976—1979 годах обучалась в аспирантуре Московского государственного института культуры (ныне — Московский государственный университет культуры и искусств).
В 1994—2002 годах — декан факультета библиотековедения и информатики Харьковской государственной академии культуры.
Основоположник системного рассмотрения библиотечного краеведения в аспектах библиотечного фонда, контингента пользователей, материально-технической базы библиотеки и библиотечного персонала. Автор более 200 научных и учебно-методических трудов, среди которых 3 учебника, 3 учебных пособия, 61 учебно-методическая работа, более 100 научных статей и 50 тезисов докладов. Заместитель ответственного редактора научного сборника «Вісник Харківської державної академії культури», член редколлегии научных журналов «Бібліотекознавство. Документознавство. Інформологія», «Бібліотечна планета», «Вісник Книжкової палати» и других. Организатор более 40 научно-практических конференций международного, всеукраинского и регионального уровней.
Скончалась 9 января 2025 года на 75-м году жизни.